# Abraeus vividulus
Abraeus vividulus är en skalbaggsart som beskrevs av Thomas Broun 1880. Abraeus vividulus ingår i släktet Abraeus och familjen stumpbaggar. Inga underarter finns listade i Catalogue of Life.